# Bibirevo (Mosca)
Il quartiere Bibirevo (in russo Бибирево?) è un quartiere di Mosca sito nel Distretto Nord-orientale.
Sito sulla riva destra del fiume Ol'šanka, prende il nome dal villaggio omonimo, noto sin dalla fine del XVI secolo. Villaggio e territorio furono fino al 1774 proprietà del Convento dell'Ascensione (in russo Вознесенский монастырь?), sito all'interno del Cremlino. Durante l'estate del 1774 le suore si trasferirono a Bibirevo e terreni e villaggio divennero proprietà dello Stato.
Nel 1852 a Bibirevo vivevano 164 agricoltori in 36 cascine e vi era una chiesa.
In Russia il toponimo Bibirevo è molto diffuso. Tutte le ipotesi sull'origine del nome si rifanno direttamente o indirettamente alla presenza di castori (in russo бобёр?, in antico slavo бебръ).